# 浅田英一
浅田 英一（、1949年〈昭和24年〉3月13日 - ）は、日本の特撮演出家。北海道出身。

## 来歴
学生時代の友人が起業した会社で怪獣ショーの手伝いを行っていた縁で、1973年に『ゴジラ対メガロ』で助監督として東宝特撮作品に参加。その後も中野昭慶、川北紘一両特撮監督の助監督として多くの作品に参加。映画『地震列島』（1980年）でチーフ助監督へ昇格。自らも演出を行っていたが、しばらく東宝特撮作品から離れ『ゾイド』のCMの演出など外部で活動していた。
2003年、手塚昌明の強い要望で『ゴジラ×モスラ×メカゴジラ 東京SOS』で特撮監督に抜擢され、再びゴジラシリーズに復帰し特殊技術を担当。翌年の『ゴジラ FINAL WARS』の特殊技術も担当している。

## 人物・エピソード
ゴジラ映画の特撮を手掛けることを夢見ていたものの、ミレニアムシリーズでは若い世代が台頭していたこともあり一時は諦めていたが、『ゴジラ×モスラ×メカゴジラ 東京SOS』で起用され夢を持ち続けることは大事だったことを感じたと述べている。
アナログとデジタルの両方を経験していたことから、どちらか一方にこだわるのではなく、それぞれの良さを活かすことを重視している。
ゴジラシリーズの製作を務めた東宝の富山省吾は、浅田について中野昭慶と同様に造形物そのものの迫力を出すことができると評している。『東京SOS』監督の手塚昌明は、助監督経験が長く、本編・特撮の両方を経験していることから創意工夫の計算がうまく、前作『ゴジラ×メカゴジラ』と同予算でそれ以上に思わせるボリュームであったと評している。撮影を担当した江口憲一は、浅田はクランク・イン前に各シーンの方法論を細かく打ち合わせし、現場が混乱しないよう割り振りを整理していたため、スケジュールがうまくはまったと語っている。操演の鳴海聡も、浅田は助監督時代からスケジュール感覚が鋭かったと証言している。
結婚式の仲人は上司で師弟関係でもある川北が務めている。
『ゴジラ対メカゴジラ』では、ブラックホール第3惑星人が正体を現すシーンで毛が生えていく手を担当した。

## 作品
| 公開年 | 公開年   | 作品名                                  | 製作（配給）                                                       | 役職                   |
| ------ | -------- | --------------------------------------- | ------------------------------------------------------------------ | ---------------------- |
| 1973年 | 3月17日  | ゴジラ対メガロ                          | 東宝映像 （東宝）                                                  | フォース助監督         |
| 1973年 | 12月29日 | 日本沈没                                | 東宝映画 東宝映像 （東宝）                                         | フォース助監督（特撮） |
| 1974年 | 3月21日  | ゴジラ対メカゴジラ                      | 東宝映像 （東宝）                                                  | フォース助監督         |
| 1974年 | 12月28日 | エスパイ                                | 東宝映像 （東宝）                                                  | フォース助監督         |
| 1975年 | 3月15日  | メカゴジラの逆襲                        | 東宝映像 （東宝）                                                  | サード助監督           |
| 1975年 | 7月12日  | 東京湾炎上                              | 東宝映画 東宝映像 （東宝）                                         | サード助監督（特撮）   |
| 1976年 | 1月17日  | おしゃれ大作戦                          | 東宝映画 （東宝）                                                  | 監督助手               |
| 1976年 | 10月2日  | 大空のサムライ                          | 東宝映画 （東宝）                                                  | 監督助手（特撮）       |
| 1976年 | 10月2日  | 喜劇 百点満点                           | 東宝映画 （東宝）                                                  | 監督助手               |
| 1976年 | 10月16日 | 犬神家の一族                            | 角川春樹事務所 （東宝）                                            | 監督助手               |
| 1977年 | 7月30日  | HOUSE                                   | 東宝映像 （東宝）                                                  | 演出助手               |
| 1977年 | 12月17日 | 惑星大戦争                              | 東宝映画 東宝映像 （東宝）                                         | 監督助手（特撮）       |
| 1978年 | 8月19日  | 火の鳥                                  | 東宝 火の鳥プロダクション （東宝）                                 | 監督助手               |
| 1980年 | 8月30日  | 地震列島                                | 東宝映画 （東宝）                                                  | チーフ助監督（特撮）   |
| 1981年 | 1月30日  | 泥の河                                  | 木村プロダクション （東映セントラルフィルム）                      | 演出助手               |
| 1981年 | 8月8日   | 連合艦隊                                | 東宝映画 （東宝）                                                  | チーフ助監督（特撮）   |
| 1984年 | 3月17日  | さよならジュピター                      | 東宝映画 イオ （東宝）                                             | チーフ助監督（特撮）   |
| 1984年 | 8月11日  | 零戦燃ゆ                                | 東宝映画 （東宝）                                                  | チーフ助監督（特撮）   |
| 1984年 | 12月15日 | ゴジラ                                  | 東宝映画 （東宝）                                                  | チーフ助監督（特撮）   |
| 1987年 | 1月17日  | 首都消失                                | 関西テレビ 徳間書店 大映 （東宝）                                  | チーフ助監督（特撮）   |
| 1987年 | 9月26日  | 竹取物語                                | 東宝映画 フジテレビジョン （東宝）                                 | チーフ助監督（特撮）   |
| 1990年 | 1月27日  | ZIPANG                                  | エクゼ 東京放送 （東宝）                                           | SFXスーパーバイザー    |
| 1990年 | 11月10日 | 大迷惑トラブルコメディー どっちもどっち | 東宝 フィールドハウス （東宝）                                     | 視覚効果               |
| 1991年 | 5月11日  | ヒルコ/妖怪ハンター                     | セディック （松竹富士）                                            | SFXスーパーバイザー    |
| 1991年 | 6月29日  | 電影少女 -VIDEO GIRL AI-                | スタッフ東京 ムーン・エンターテインメント・ピクチュアーズ （東宝） | 特撮監督               |
| 1991年 | 11月16日 | 超少女REIKO                             | 東宝映画 （東宝）                                                  | 特殊効果               |
| 1998年 | 7月4日   | プルガサリ 伝説の大怪獣                 | 朝鮮芸術映画撮影所 （レイジング・サンダー）                        | チーフ助監督（特撮）   |
| 2003年 | 12月13日 | ゴジラ×モスラ×メカゴジラ 東京SOS        | 東宝映画 （東宝）                                                  | 特殊技術               |
| 2004年 | 12月4日  | ゴジラ FINAL WARS                       | 東宝映画 （東宝）                                                  | 特殊技術               |